# Mehmed Mehmedbašić
 (novembre 2018).
Mehmed Mehmedbašić (en serbe : Мухамед Мехмедбашић), né en 1886 à Stolac et mort le 29 mai 1943 à Sarajevo, est un révolutionnaire membre de Jeune Bosnie ; il est l'un des participants à l'assassinat de l'archiduc François-Ferdinand d'Autriche et son épouse le 28 juin 1914 à Sarajevo. 
C'est le premier des sept terroristes participant à l'attentat à avoir eu l'opportunité d'attaquer François-Ferdinand, mais il déclare n'avoir pu lancer une grenade car un policier était à proximité. 
Avant cela, il est chargé fin mars 1914 d'assassiner le gouverneur du Condominium de Bosnie-Herzégovine Oskar Potiorek avec un couteau empoisonné dans un train. Mais il se débarrasse de l'arme lors d'un contrôle de police.
Gracié et revenu à la vie civile, il est tué par les Oustachis durant la Seconde Guerre mondiale.                                  